# Isabelle Kocher

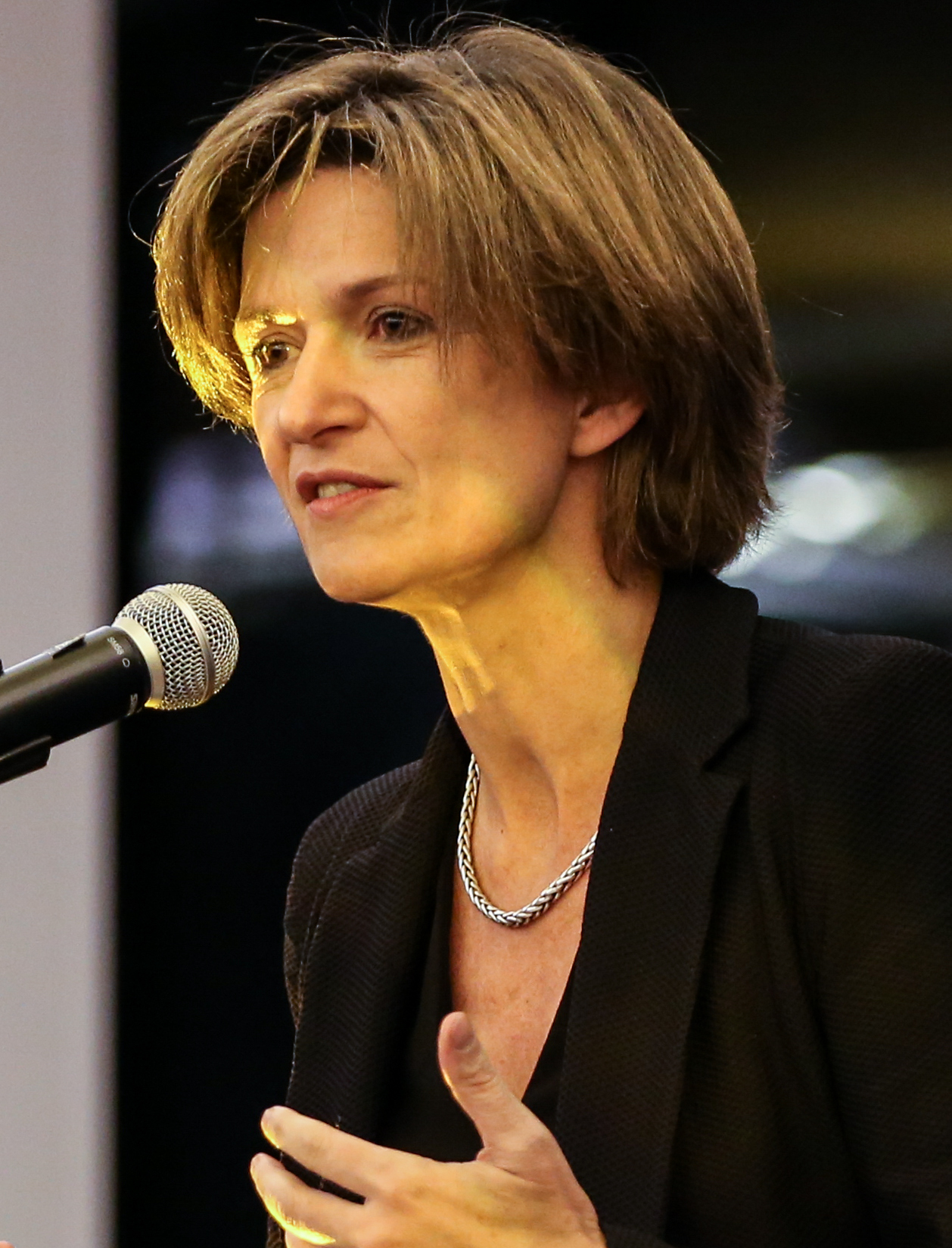
Isabelle Kocher (2018)

Isabelle Kocher (* 9. Dezember 1966 in Neuilly-sur-Seine) ist eine französische Spitzenbeamtin und Managerin; von 2015 bis 2020 war sie CEO des Energiekonzerns Engie (hervorgegangen aus Gaz de France (GdF) und dem Mischkonzern Suez).

## Werdegang
Kocher ist die Tochter von Henri Thabut, des ehemaligen Finanzdirektors von CIT-Alcatel und Marie-Noëlle Thabut, geb. Chambert-Loir, einer Schriftstellerin und Kolumnistin von Radio Notre-Dame. Sie besuchte die Vorbereitungsklassen am bekannten Pariser Gymnasium Lycée Janson de Sailly. Im Studium erlangte sie ein Diplom in Ingenieurwissenschaft und promovierte 1987 an der ENS Ulm in der Vertiefung Quantenoptik. Von 1991 bis 1997 war sie als Beamtin an der Neuorganisation der damaligen „Société européenne de propulsion“ (seit 2018 Bestandteil des Triebwerkherstellers Safran) beteiligt. Von 1997 bis 1999 war sie für das Telekommunikations- und Verteidigungsbudget im Wirtschaftsministerium zuständig. Von 1999 bis 2002 war sie Beraterin für industrielle Angelegenheiten im Büro von Lionel Jospin und war dort u. a. mit den Fällen EADS, Areva und Thales betreut.
Kocher wechselte 2002 zu Suez in die Privatwirtschaft. Sie war beteiligt an der Verschmelzung von Suez mit der Gaz de France (GdF) zur heutigen Engie, deren Directeur Général (CEO) sie 2015 wurde; im Februar 2020 wurde sie vor Ablauf ihres Mandats zum Rücktritt über Differenzen mit dem Verwaltungsrat zur Unternehmensstrategie gezwungen.
Kocher ist Mutter von einer Tochter und vier Söhnen.

## Auszeichnungen
- Ritter des Ordre national du Mérite
- Ritter der Ehrenlegion
- Drittwichtigste Frau in einer Position der Privatwirtschaft in der Auflistung von Fortune, 2017[3]